# Sites mégalithiques des Landes
Cet article présente les sites mégalithiques du département français des Landes.

## Répartition géographique
| \| Mont-de-Marsan Dax \| Répartition géographique. · : dolmen - : menhir |
| Mont-de-Marsan Dax                                                       |

« Dans les Landes, les mégalithes sont assez rares dans toute la partie nord du département, la grande majorité se concentre dans le sud, en Chalosse, où l'on en compte près d'une trentaine ». La répartition géographique du mégalithisme dans les Landes reflète directement la géologie du département. Dans le bassin de l'Adour, le sol est essentiellement sableux et le substrat calcaire n'affleure que rarement. Par contre, en Chalosse et en Tursan des gisements de grès quartzitiques (grès de Coudures) ou ferrugineux sont accessibles. Ainsi, on peut distinguer deux zones de répartition des mégalithes dans le département : un premier groupe dit « groupe du Bahus » dans le Tursan et un second groupe plus dispersé en Chalosse, tandis qu'aucun mégalithe n'est avéré dans le nord du bassin de l'Adour.
Le « groupe du Bahus » correspond à une concentration d'édifices dans un couloir de 4 km de long sur 500 m de large selon un axe nord-ouest/sud-est sensiblement autour du ruisseau du Bahus. Dans cette zone, c'est la pierre locale, le grès de Coudures, qui a été utilisée. Les blocs monolithiques n'ont été transportés que sur une distance moyenne de 2 km et au maximum 4 km depuis le lieu d'extraction. C'est dans cette aire géographique que l'on retrouve des monuments emblématiques du mégalithisme landais comme le Menhir de Guillay et l'allée couverte de Fargues dite Peyre de Pithié.
Cette faiblesse originelle du nombre d'implantations est visible dans les recensements nationaux opérés depuis la fin du XIXe siècle :
- L'Inventaire des monuments mégalithiques de France[3] réalisé en 1880 attribuait au département : 1 dolmen, 6 menhirs, 1 cromlech et 1 pierre à bassin ;
- Adrien de Mortillet comptabilise 2 dolmens en 1901[4], et Joseph Déchelette mentionne 2 menhirs, en 1908[5] ;
- Fernand Niel en 1958[6] reprend les décomptes de Mortillet et Déchelette sans les modifier.

De surcroît, il est indéniable que dans les Landes, « les remembrements et l'extension de la maïsiculture dans les années 1960 ont été pratiquement fatals à ces monuments ». La liste des monuments pour lesquels on dispose d'un signalement ou d'une description plus ou moins précise dans des documents datés de la fin du XIXe siècle / début XXe siècle, et dont on connaît parfois précisément, par des témoins oculaires, l'année de destruction dans la deuxième moitié du XXe siècle, est assez éloquente.

## Inventaire non exhaustif
| Nom usuel                     | Commune                | Remarque                                                 | Protection       | Coordonnées                 | Illustration        |
| ----------------------------- | ---------------------- | -------------------------------------------------------- | ---------------- | --------------------------- | ------------------- |
| Mégalithe de la Lande Sophie  | Aire-sur-l'Adour       |                                                          | détruit          |                             |                     |
| Mégalithe de la Lande Darthos | Aubagnan               | autre nom mégalithe du Trey                              | détruite         |                             |                     |
| Allée couverte d'Arboucave    | Arboucave              |                                                          | détruite,        |                             |                     |
| Dolmen de Naoutet             | Buanes                 |                                                          | détruit          |                             |                     |
| Menhir de Larqué              | Buanes                 |                                                          |                  |                             |                     |
| Dolmen de Castets             | Castets                |                                                          |                  |                             |                     |
| Menhir de Méniche             | Classun                | autre nom Peyre Soule                                    |                  | 43° 43′ 10″ N, 0° 22′ 56″ O |                     |
| Peyre de Pithié               | Fargues                | autres noms Allée couverte de Fargues, Dolmen de Lagrabe |                  | 43° 43′ 54″ N, 0° 25′ 53″ O | Peyre de Pithié     |
| Menhir de Guillay             | Larrivière-Saint-Savin |                                                          | Classé MH (1978) | 43° 43′ 43″ N, 0° 24′ 19″ O | Menhir de Guillay   |
| Tumulus de Coucuré            | Monségur               | autre nom Allée couverte du tumulus A d'Agès-nord        |                  |                             |                     |
| Tumulus de Laussus            | Pomarez                |                                                          | détruit          |                             |                     |
| Tumulus de Pédegert           | Pomarez                |                                                          |                  |                             |                     |
| Tumulus de Vielle-Aubagnan    | Vielle-Tursan          |                                                          |                  | 43° 40′ 17″ N, 0° 28′ 02″ O |                     |
| Menhir de Capdoubos           | Sainte-Colombe         | autre nom Menhir de Peyrelounque                         |                  | 43° 41′ 46″ N, 0° 34′ 49″ O | Menhir de Capdoubos |
| Menhir du ruisseau de Lagrave | Sarron                 |                                                          | détruit          |                             |                     |
| Peyre dou Diable              | Sarron                 | Menhir probable                                          |                  | 43° 35′ 36″ N, 0° 17′ 00″ O |                     |